# Corgnac-sur-l'Isle
Corgnac-sur-l'Isle är en kommun i departementet Dordogne i regionen Nouvelle-Aquitaine i sydvästra Frankrike. Kommunen ligger i kantonen Thiviers som tillhör arrondissementet Nontron. År 2022 hade Corgnac-sur-l'Isle 862 invånare.

## Befolkningsutveckling
Antalet invånare i kommunen Corgnac-sur-l'Isle
Referens:INSEE